# عبيد الله بن طاهر الحسني الروقي
عبيد الله بن طاهر الحسني الروقي الطوسي، أبو الحسن الإمام سبط أبي بكر بن فوركٍ، عالم مسلم عٌرف بحسن السيرة، وعفة السيرة وحسن الكلام. سمع من مشايخ طوس ولم يرو إلا القليل، ومن نسله أبو البركات سعيد بن محمد بن عبيد الله بن طاهر بن الحسين الروقي وقال عنه السمعاني: هو من أهل طوس من بيت العلم والتقدم، وفي ترجمة آخر تُسمي الطوسي نسبة إلى مدينة طوس وحسني نسبة إلى جده حسين وتسميته الأشهر الرَوْقي بفتح الراء وسكون الواو هذا نسبة إلى جده روق.
- حدث عن : طاهر بن حسين الروقي وعبد الله بن باكويه الشيرازي وأبا محمد الجوينيّ وأبا عثمان الصّابونيّ.
- روى عنه : أبو حامد محمد بن الفضل الطّابراني، والموفّق بن محمد الصكاك، وأبو طاهر السنجي، وسعد بن عُبيد, [3]